# Any sense estiu

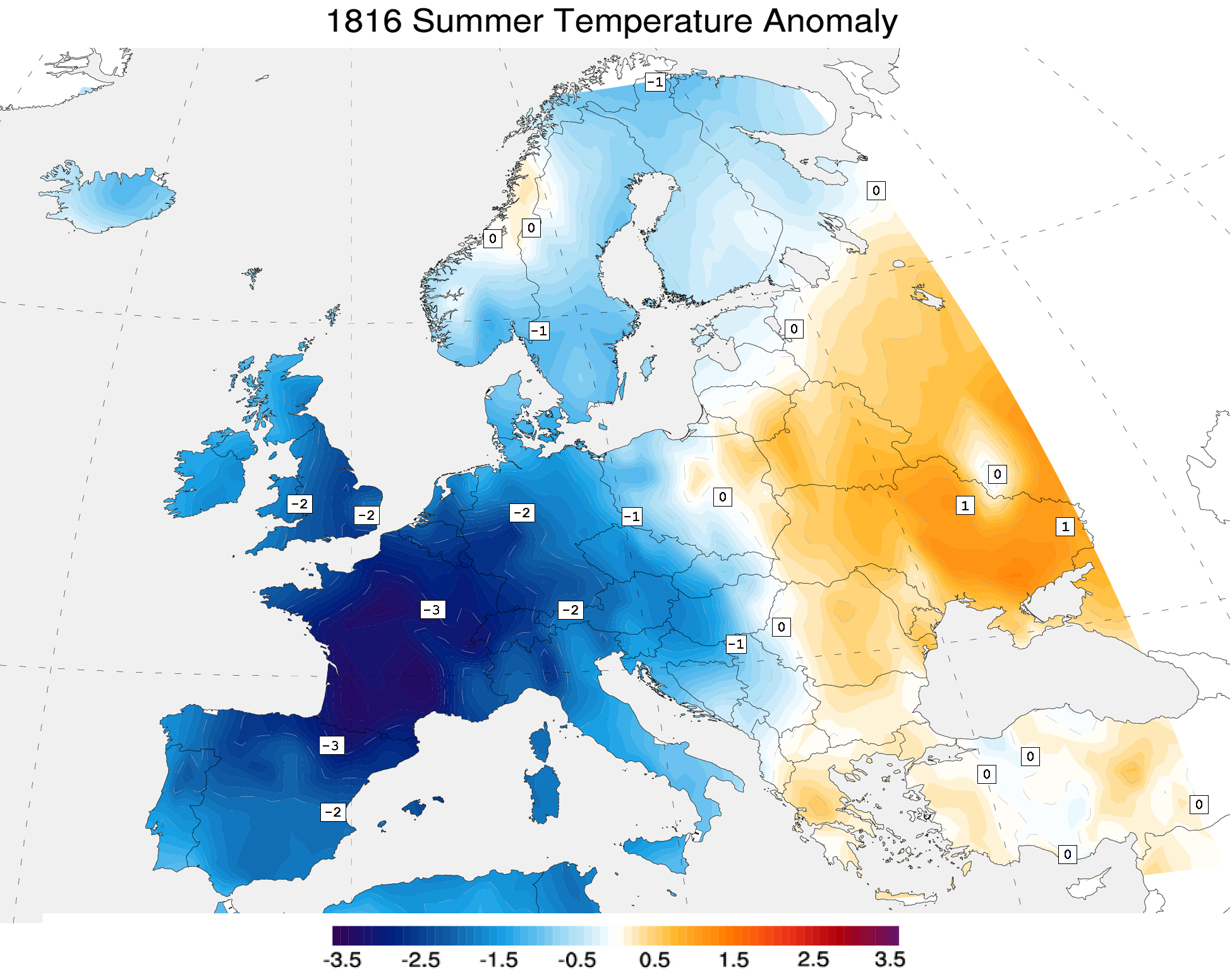
Les anòmales temperatures de 1816 respecte la climatologia de 1971-2000.

L'any sense estiu, també conegut com l'any de pobresa, va ser el 1816. L'enorme volum de pols emés per una sèrie d'erupcions del volcà indonesià Tamborà a l'abril van causar extremes anomalies del temps a l'hemisferi nord amb un un estiu fred. Va ser l'explosió vulcànica més forta del darreres mil·lennis. Gel, nevades, pedregades i temperatures molt baixes van destruir una gran part de les collites al nord d'Europa, al nord-est dels Estats Units i a l'est del Canadà. Els efectes es van fer notar fins 1819.

## Efectes
Hi van morir uns cent mil persones, pels efectes directes de l'explosió a Indonèsia. L'enorme núvol de pols va influir en el clima de 1816 fins a 1819, sobretot al nord d'Europa, al nord-est dels Estats Units i a l'est del Canadà.

### A Europa
Europa, que encara es recuperava de les Guerres napoleòniques, el mal temps va devastar els conreus, el que va provocar fam, brots de tifus i aldarulls. Es van saquejar magatzems de gra al Regne Unit i a França. La violència va ser encara pitjor a Suïssa, on la fam va forçar el govern a declarar l'emergència nacional. A Catalunya es van produir fenòmens mai vists, com el Llobregat gelat i neu a Montserrat i Montseny al novembre, com ho descriu  Rafael d'Amat i de Cortada, Baró de Maldà al seu Calaix de sastre, i una sequera general als Països Catalans.
En general, la temperatura mitjana durant l'estiu del 1816 va ser uns 2°C inferior al centre i oest d'Europa, mentre que a Barcelona la mitjana estival va davallar de 4°C.

### Al nord d'Amèrica
Normalment, les temperatures a la fi de la primavera i l'estiu del nord-est dels Estats Units són relativament estables: les temperatures com a mitjana se situen entre 20 i 25 °C, i rarament cauen per davall de 5 °C, la neu d'estiu és molt rara.
Al maig de 1816, no obstant, la rosada blanca va cremar la majoria de les collites, i el mes de juny dues grans tempestes de neu van provocar mantes víctimes mortals. Al juliol i agost, es van gelar llacs i rius en un lloc tan al sud com Pennsilvània. Les ràpides oscil·lacions de la temperatura eren comunes, passant en qüestió d'hores de temperatures normals d'estiu (tan altes com 35 °C) a temperatures pròximes al punt de congelació. Tot i que els grangers del sud de Nova Anglaterra sí que van poder recollir part de llurs collites, els preus van patir fortes pujades. La civada, per exemple, quasi va multiplicar per vuit el seu preu.

## Teories
Al mateix moment, ningú no en coneixia l'origen. Un boc emissari va ser Benjamin Franklin, els experiments del qual sobre la llum i l'electricitat van ser considerats culpables de l'alteració del temps.
Actualment se sap que les alteracions del temps van ocórrer per una combinació de factors. Hi ha hagut les erupcions volcàniques del mont Tambora entre el 5 d'abril i el 15 d'abril de 1815 a l'illa de Sumbawa, situada a les Índies Orientals Neerlandeses (l'actual Indonèsia). Aquest volcà va emetre a l'atmosfera un milió i mig de tones mètriques de pols. Com és normal després d'una forta erupció volcànica, les temperatures mundials van baixar a causa de la reducció de la llum del Sol. Aquest fenomen va ser reforçat pel fet que en aquest any, el sol era un un moment de baixa activiat, conegut com el «Mínim de Dalton» (1795-1820).
El 1920, el meteoròleg nord-americà William Humphreys va ser un dels primers formular la hipòtesi que l'anomalia era una conseqüència de l'erupció vulcànica, després de llegir un tractat escrit per Benjamin Franklin (1706-1790) sobre l'estiu de 1783. Benjamin Franklin hi culpava de l'estiu extraordinàriament fresc a la pols volcànica provinent de l'erupció del volcà Laki, a Islàndia.

## En les arts
Els alts nivells de cendra en l'atmosfera van produir espectaculars postes del sól , un tret que el pintor anglès William Turner ( 1775-1851) va plasmar en les seves obres.
Durant les tempestes d'aquest any l'escriptor anglès Lord Byron (1788-1824) va organitzar vetllades a la Villa Diodati a la riba del llac Léman i hi va llançar un concurs d'escriptur de relats terrorífics. El relat Frankenstein o el Prometeu Modern de Mary W. Shelley en va ser un dels més prominents.

## Altres anys freds
- Un episodi comparable tingué lloc els anys 535 i 536.
- La Petita Edat de Gel, que durà aproximadament de 1650 a 1850.
- Un fenomen semblant es va observar el 1883, després de l'erupció del Krakatoa.
- 1915 i 1922 han estat els anys més freds des que es conserven les dades climatològiques.